# Iván Raña
Iván Raña Fuentes (Ordes, 10 juni 1979) is een Spaans triatleet uit Galicië. Hij werd wereldkampioen en Europees kampioen op de triatlon op de olympische afstand. Hij nam driemaal deel aan de Olympische Spelen, maar won hierbij geen medailles.

## Biografie
In 1996 deed hij voor het eerste mee aan de wereldkampioenschappen triatlon voor junioren. In 1999 behaalde hij hierbij een bronzen medaille door met een tijd van 1:49:41 achter de Australiër Courtney Atkinson (goud; 1:49.04) en Christian Weimer (zilver; 1:49.25) te finishen.
Ivan deed mee aan de Olympische Spelen van 2000 in Sydney. Hij behaalde daar een vijfde plaats met een tijd van 1:49.10,88. In 2002 werd hij wereldkampioen en Europees kampioen op de olympische afstand en wereldkampioen bij de aquatlon. Op het wereldkampioenschap triatlon op de olympische afstand moest hij genoegen nemen met het zilver achter de Australiër Peter Robertson.
In 2004 werd hij op het WK in Madeira tweede door met minder dan één seconde achter de Australiër Docherty te finishten. Op de Olympische Spelen van Athene later dat jaar stelde hij teleur met een 23e plaats in 1:55.44,27. Ten slotte werd hij op de Olympische Spelen van 2008 in Peking net als vijfde in 1:49.22,03
In december 2008 sloot hij een professioneel fietscontract met Xacobeo-Galicia, maar hij heeft nog altijd de ambitie deel te nemen aan de Olympische Spelen van 2012 in Londen.
Hij was aangesloten bij Corporación Alimentaria Peñasanta.

## Titels
- Wereldkampioen triatlon op de olympische afstand - 2002
- Europees kampioen triatlon op de olympische afstand - 2002, 2003
- Spaans kampioen triatlon op de olympische afstand - 2001, 2002, 2004, 2007
- Wereldkampioen aquatlon olympische afstand - 2002

## Palmares

### triatlon
olympische afstand
- 1997: 4e WK junioren in Perth - 1:54.59
- 1998: 6e WK junioren in Lausanne - 2:01.37
- 1999:  WK junioren in Montreal - 1:49.41
- 2000: 20e EK olympische afstand in Stein - 1:56.48
- 2000: 23e WK olympische afstand in Perth - 1:53.15
- 2000: 5e Olympische Spelen van Sydney - 1:49.10,88
- 2001:  ITU wereldbekerwedstrijd in Ishigaki
- 2001:  EK olympische afstand in Karlovy Vary - 2:04.03
- 2001: 4e WK olympische afstand in Edmonton - 1:48.14
- 2002:  ITU wereldbekerwedstrijd in Funchal
- 2002:  EK olympische afstand in Győr - 1:47.46
- 2002:  WK olympische afstand in Cancún - 1:50.41
- 2003:  EK olympische afstand in Karlovy Vary - 1:56.09
- 2003:  WK olympische afstand in Funchal - 1:54.37
- 2004: 9e EK olympische afstand in Valencia - 1:49.36
- 2004:  WK olympische afstand in Queenstown - 1:41.07
- 2004: 23e Olympische Spelen van Athene - 1:55.44,27
- 2005: 11e EK olympische afstand in Lausanne - 1:57.10
- 2005: DNF WK olympische afstand in Gamagōri
- 2006:  EK olympische afstand in Karlovy Vary - 1:56.08
- 2008: 18e EK olympische afstand in Lissabon - 1:56.00
- 2008: 19e WK olympische afstand in Vancouver - 1:51.19
- 2008: 5e Olympische Spelen van Peking - 1:49.22,03
- 2012: 16e EK olympische afstand in Eilat - 1:58.15
- 2013: 66e WK olympische afstand - 379 p
- 2014: 106e WK olympische afstand - 223 p

Ironman 70.3
- 2012:  Ironman 70.3 Lanzarote
- 2014: 5e Ironman 70.3 Mallorca
- 2015: 6e Ironman 70.3 Mallorca - 4:02.56
- 2015: 5e Ironman 70.3 Palmas - 4:03.13

lange afstand
- 2012:  Ironman Mexico - 8:15.07
- 2013:  Ironman Switzerland - 8:40.55
- 2013: 6e Ironman Hawaï - 8:23.43
- 2014:  Ironman Austria - 7:48.43
- 2014: 17e Ironman Hawaï - 8:38.59
- 2015:  Ironman South Africa - 8:30.45
- 2015:  Ironman Austria - 8:08.25
- 2015: 14e Ironman Hawaï - 8:34.27

### cross triatlon
- 2011: 5e WK XTerra

### aquatlon
- 2002:  WK

1989: Mark Allen ·
1990: Greg Welch ·
1991: Miles Stewart ·
1992: Simon Lessing ·
1993: Spencer Smith ·
1994: Spencer Smith ·
1995: Spencer Smith ·
1996: Spencer Smith ·
1997: Chris McCormack ·
1998: Spencer Smith ·
1999: Dmitriy Gaag ·
2000: Olivier Marceau ·
2001: Peter Robertson ·
2002: Iván Raña ·
2003: Peter Robertson ·
2004: Bevan Docherty ·
2005: Peter Robertson ·
2006: Tim Don ·
2007: Daniel Unger ·
2008: Javier Gómez ·
2009: Alistair Brownlee ·
2010: Javier Gómez ·
2011: Alistair Brownlee ·
2012: Jonathan Brownlee ·
2013: Javier Gómez ·
2014: Javier Gómez ·
2015: Javier Gómez ·
2016: Mario Mola ·
2017: Mario Mola ·
2018: Mario Mola ·
2019: Vincent Luis ·
2020: Vincent Luis ·
2021: Kristian Blummenfelt
1998: Shane Reed ·
1999: Shane Reed ·
2000: Matty Reed ·
2001: Iván Raña ·
2002: Kris Gemmell ·
2003: Richard Stannard ·
2004: Shane Reed ·
2005: Tim Don ·
2006: Richard Stannard ·
2007: Sergio Sarmiento ·
2008: Brent Foster ·
2009: Antonio Mansur ·
2010: Richard Varga ·
2011: Richard Stannard ·
2012: Richard Varga ·
2013: Richard Varga ·
2014: Yuichi Hosoda ·
2015: Richard Varga ·
2016:  ·
2017:  ·
2018: Emmanuel Lejeune
- Virtual International Authority File: 73153954912605680004
- WorldCat: E39PBJcKMMfhfjWQ9cVPbPfXh3